# Грифопитек
Грифопитек (лат. Griphopithecus, «загадочная обезьяна») — род вымерших в миоцене человекообразных обезьян. Некоторые палеонтологи включают грифопитеков в подсемейство Ponginae семейства Hominidae, другие выделяют в отдельное семейство — грифопитециды (Griphopithecidae Begun, 2002).

## Происхождение
Грифопитек — потомок афропитека. По гипотезе Дэвида Бегана (David Begun), грифопитек появился в Малой Азии (Турция) и центральной Европе (Германия) 16,5 млн лет назад (бурдигальский век, Burdigalian) мигрировав из Африки, незадолго до того, как в лангском веке Евразия оказалась изолированной от Афро-Аравии (Afro-Arabian) после очередной трансгрессии Восточного Тетиса. В более разнообразных климатических условиях Евразии, грифопитек быстрее эволюционировал и дал начало двум ветвям гоминин, ставших предковыми формами для трибы понгини Pongini (клада сивапитек — орангутан, Sivapithecus-Pongo clade) и трибы гоминини Hominini (клада дриопитек — человек, Dryopithecus-Homo clade). По мнению Бегана все оставшиеся в Африке гоминины вымерли в миоцене.

## Классификация
- Надсемейство человекообразные обезьяны (Hominoidea)
  - † Род грифопитек (Griphopithecus)
    - † Вид Griphopithecus darwini (=Dryopithecus darwini)
    - † Вид Griphopithecus alpani (=Dryopithecus alpani)
    - † Вид Griphopithecus africanus (=Kenyapithecus africanus)?

Дэвид Беган не исключает также возможности того, что грифопитек является предком не только больших человекообразных обезьян, но и предком современных малых человекообразных — гиббоновых (сиаманги, хулоки, номаскусы и настоящие гиббоны).
|  | Hylobates clade                                                                      |
|  |                                                                                      |
|  | \| \| Sivapithecus-Pongo clade \| \| \| \| \| \| Dryopithecus-Homo clade \| \| \| \| |
|  |                                                                                      |
|  | Sivapithecus-Pongo clade                                                             |
|  |                                                                                      |
|  | Dryopithecus-Homo clade                                                              |
|  |                                                                                      |

|  | Sivapithecus-Pongo clade |
|  |                          |
|  | Dryopithecus-Homo clade  |
|  |                          |